# Wanderdrossel

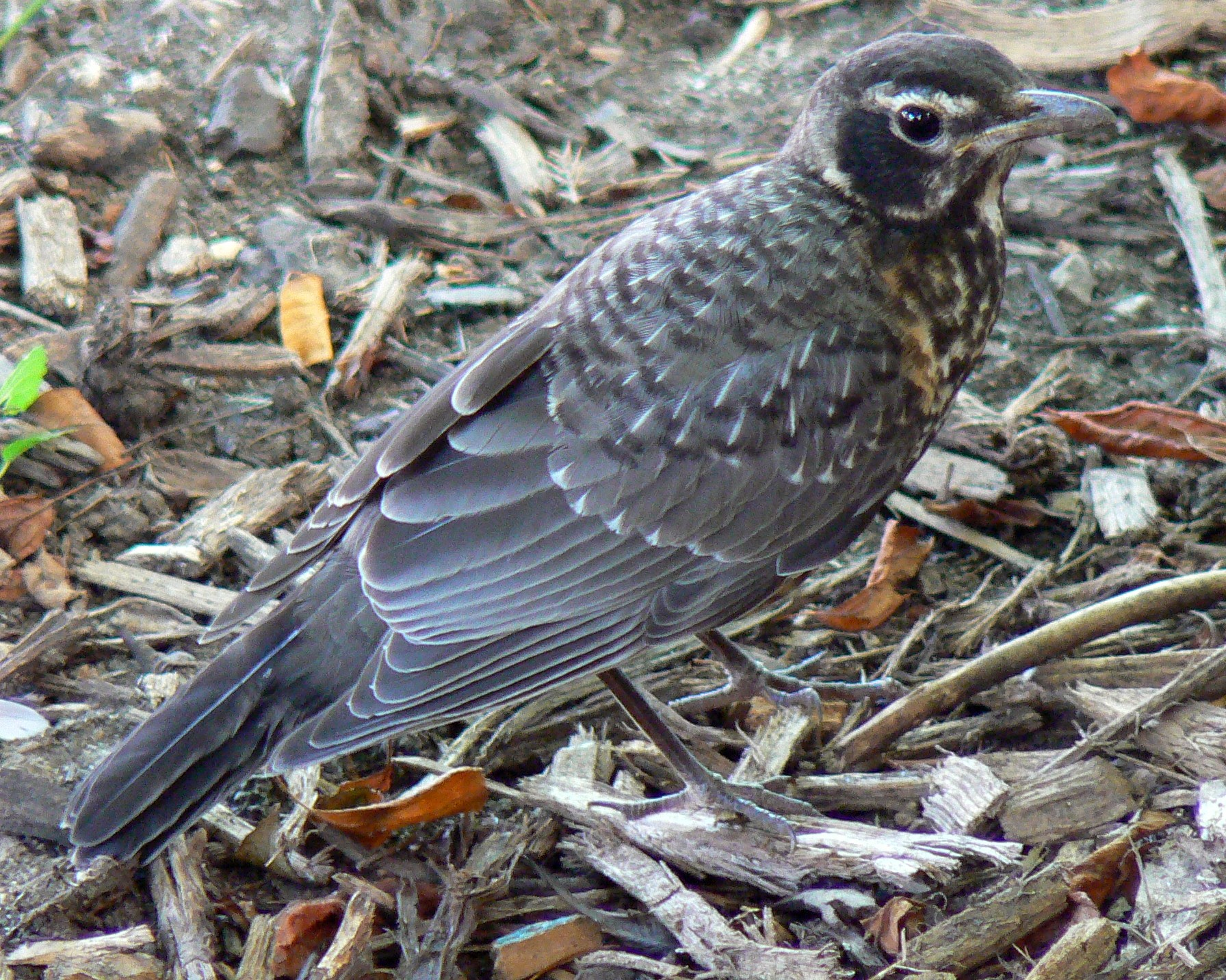
Wanderdrossel im Jugendkleid

Die Wanderdrossel (Turdus migratorius) ist eine Singvogelart aus der Familie der Drosseln (Turdidae). Sie ist nahezu auf dem gesamten nordamerikanischen Kontinent verbreitet, vielerorts etwa so häufig und allgegenwärtig wie in Europa die Amsel und ebenfalls viel in Siedlungsräumen zu finden. Sie zählt daher in den Vereinigten Staaten und Kanada zu den bekanntesten Vogelarten und wird dort, obwohl sie mit dem europäischen Rotkehlchen nicht näher verwandt ist, als American robin (= amerikanisches Rotkehlchen) oder red robin, bzw. schlicht als robin bezeichnet.
Die Ernährung der Wanderdrossel ist sehr vielseitig. Im Sommerhalbjahr überwiegen weiche Wirbellose wie insbesondere Regenwürmer, im Herbst und im Winter stellen Beeren und andere Früchte den größten Anteil. Manche Populationen sind Standvögel, andere ziehen im Winter südwärts oder in niedrigere Höhenlagen, wo sie oft große Ansammlungen und Schlafgemeinschaften bilden.

## Beschreibung
Die Wanderdrossel ist mit einer Körperlänge von 25 cm die größte Drossel Nordamerikas und wiegt etwa 77 g. Sie ähnelt im Körperbau der europäischen Amsel.
Im Brutkleid zeigt das Männchen eine dunkelgraue bis dunkelbraune Oberseite mit einem schwärzlich gefärbten Kopf, von dem sich zwei weiße Halbringe über und unter dem Auge deutlich absetzen. Bisweilen ist vor dem Auge zudem ein Stück weißen Augenstreifs vorhanden. Der Schnabel ist gelb. Kinn und Kehle sind weiß und mit einer feinen, schwarzen Strichelung durchsetzt. Die Unterseite ist überwiegend lebhaft dunkelorange bis rotbraun gefärbt, lediglich die Federsäume am Unterbauch, die Unterschwanzdecken und die Schenkelbefiederung sind weißlich. Die Spitzen der äußeren Steuerfedern sind weiß und bilden weiße „Schwanzecken“.
Das Weibchen ist insgesamt schwächer ausgefärbt. Insbesondere der Kopf ist weniger dunkel und kann Andeutungen eines hellen Augen- und Bartstreifs zeigen.
Ein saisonaler Dimorphismus ist kaum ausgeprägt, jedoch wirkt die Färbung des frisch vermauserten Gefieders im Herbst durch helle Säume etwas matter.
Das Jugendkleid ähnelt dem adulter Vögel, zeigt aber auf der Unterseite eine schwarze und auf der Oberseite inklusive der Flügeldecken eine helle Fleckung. Der Kopf ist heller gefärbt, mit rein weißer Kehle und diffusem, weißlich beigem Augen- und Bartstreif.

## Stimme
Das stimmliche Repertoire der Wanderdrossel ähnelt dem der Amsel. Der flötende Reviergesang (Hörbeispiel) erinnert in seiner Qualität an den der Misteldrossel, ist jedoch weniger variabel und klarer strukturiert. Im Vergleich zum Amsel- oder Singdrosselgesang wirkt er recht monoton und ist weitaus weniger laut. Er besteht aus einander recht ähnlichen, zwei- oder dreisilbigen Motiven, die wechselnd in gleichbleibendem, verhältnismäßig ruhigem Tempo in 2–10 Sekunden langen Strophen vorgetragen werden. Er wird im Amerikanischen treffend als cheerily, cheer up, cheer up, cheerily, cheer up beschrieben. Zudem gibt es einen leisen Zwitschergesang.
Der Warnruf (Hörbeispiel) ähnelt dem „Tixen“ der Amsel, klingt jedoch etwas blecherner oder tiefer und kann an den Ruf eines Buntspechts erinnern. Auch der zeternde Erregungsruf der Amsel hat seine Entsprechung (Hörbeispiel). Weiterhin wird ein dünnes ssssp beschrieben, das beim Auffliegen abgegeben wird.

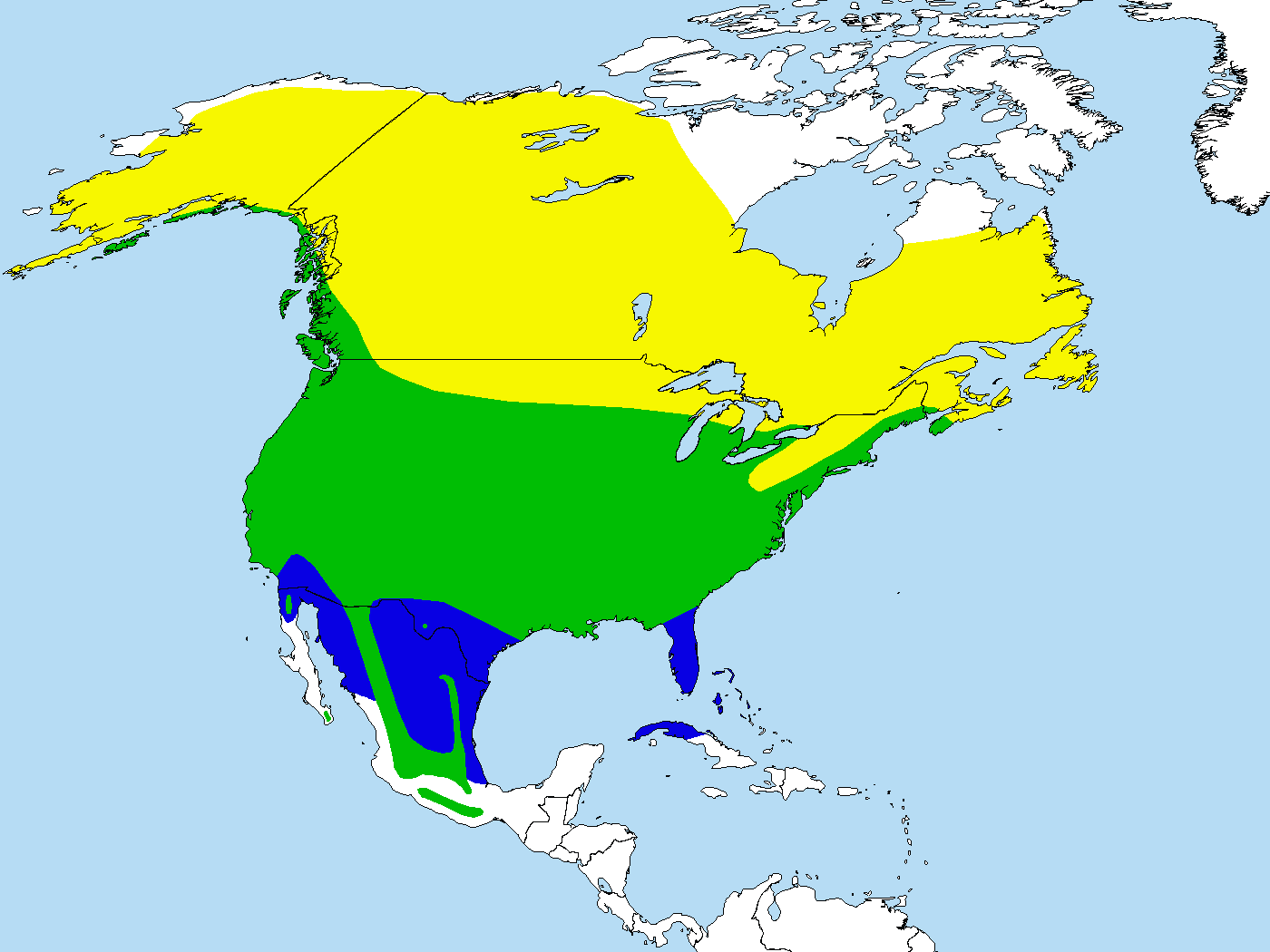
Verbreitung der Wanderdrossel:
gelb:Brutgebiet
grün:Vorkommen als Standvogel
blau:Überwinterungsgebiet

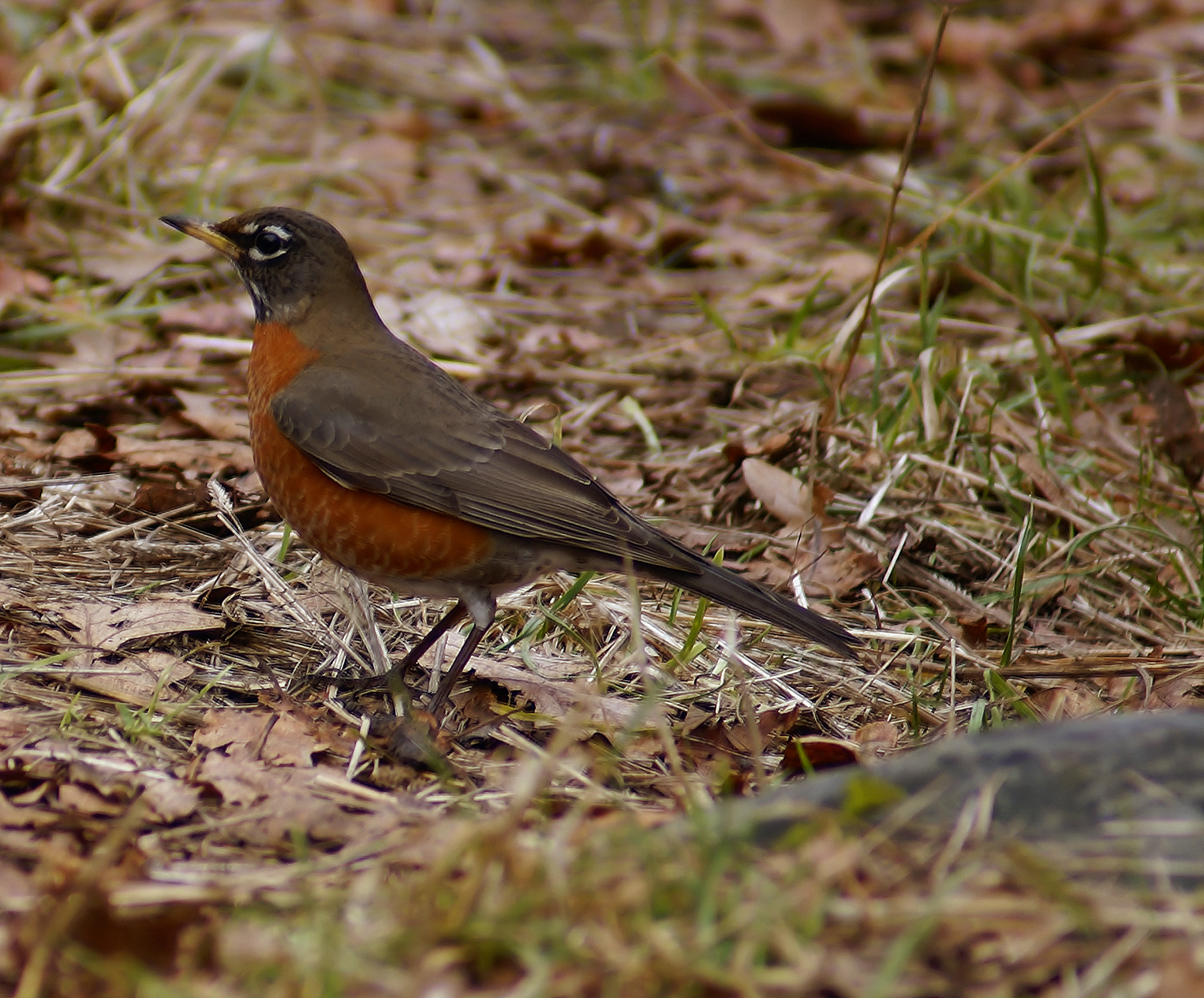
Weibchen der Unterart T. m caurinus. Man beachte dunkle Farbe der Oberseite.

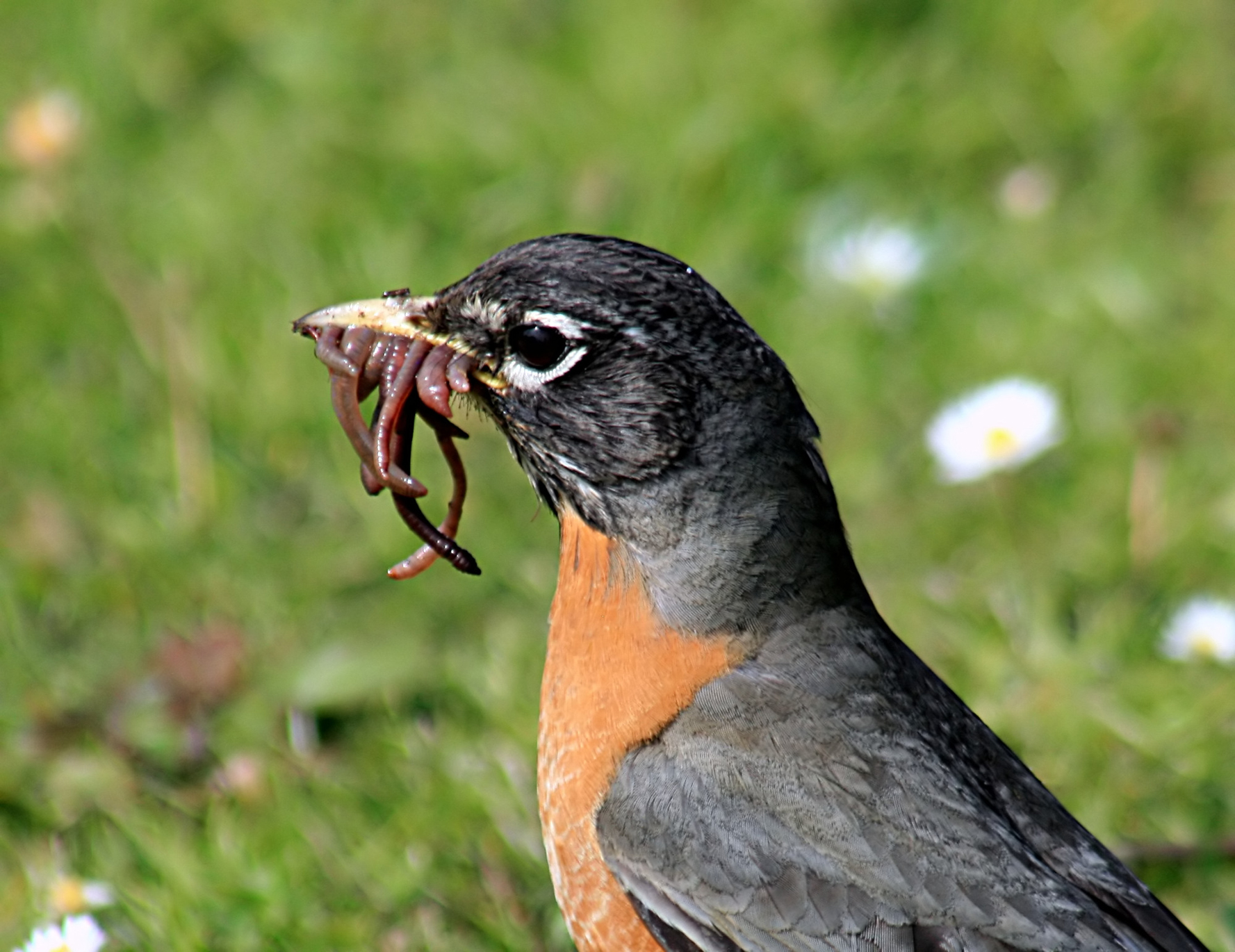
Zur Brutzeit stellen Regenwürmer einen Großteil der Nahrung

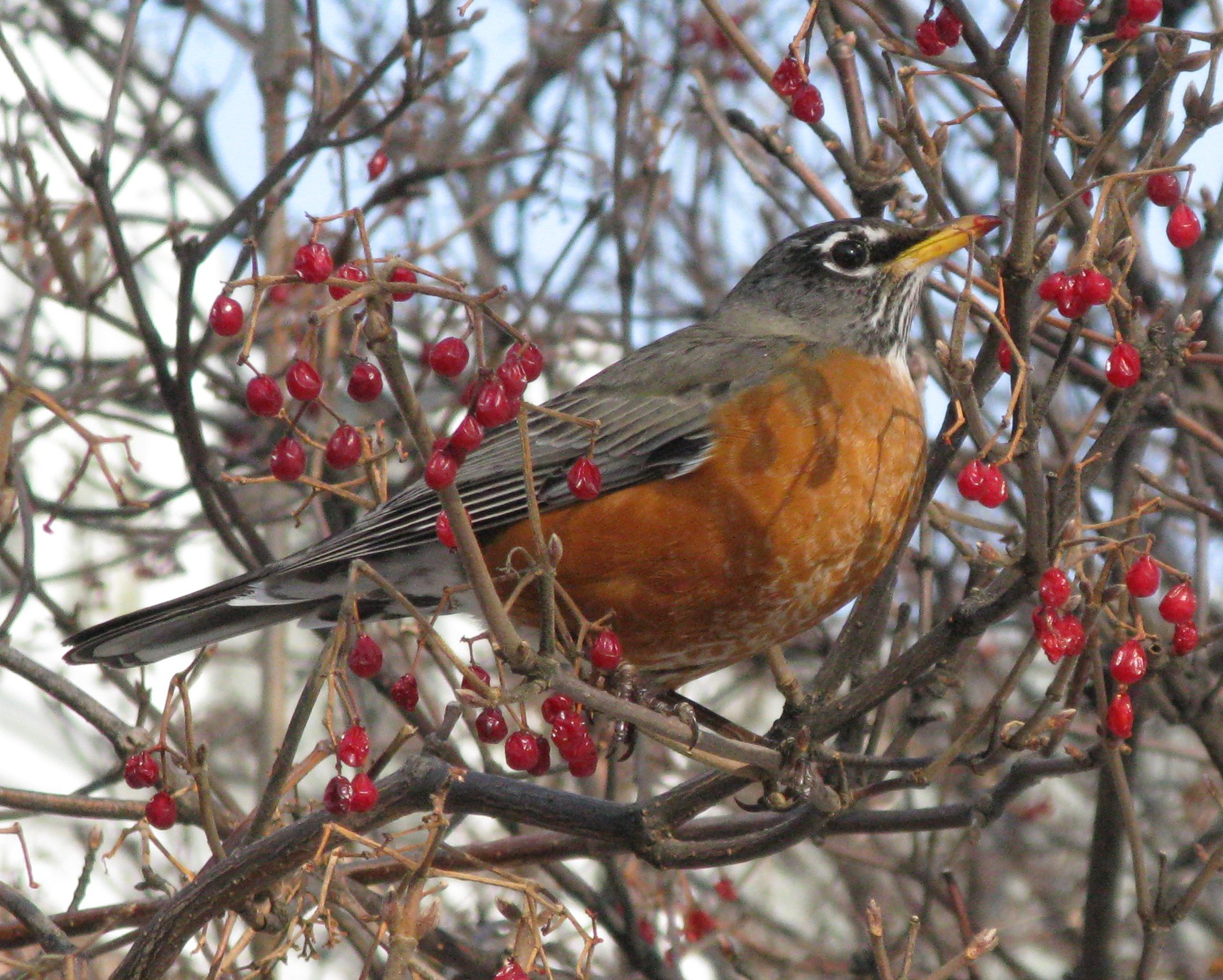
Im Herbst und Winter bilden Beeren und andere Früchte die Hauptnahrung

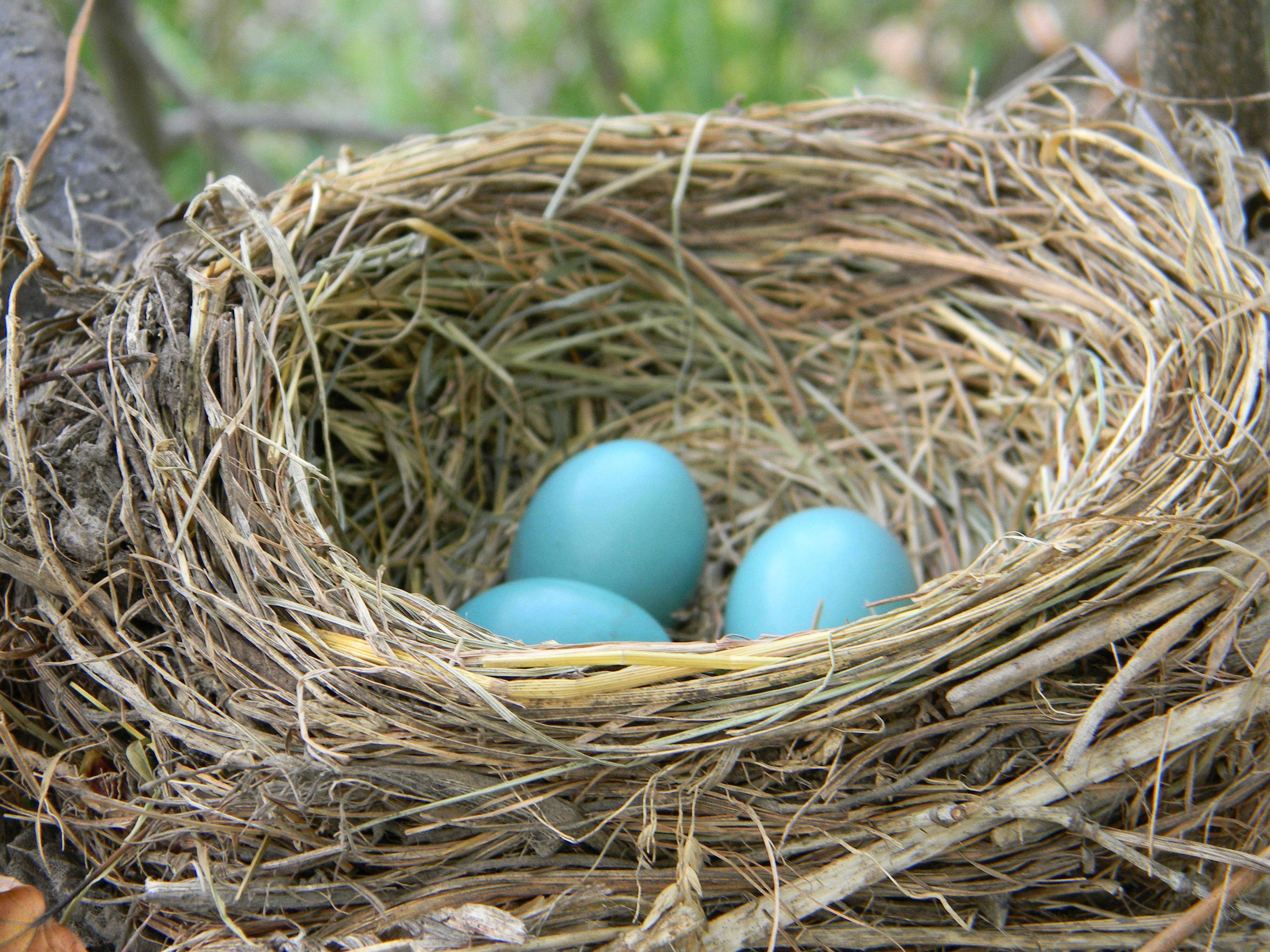
Nest der Wanderdrossel mit Eiern

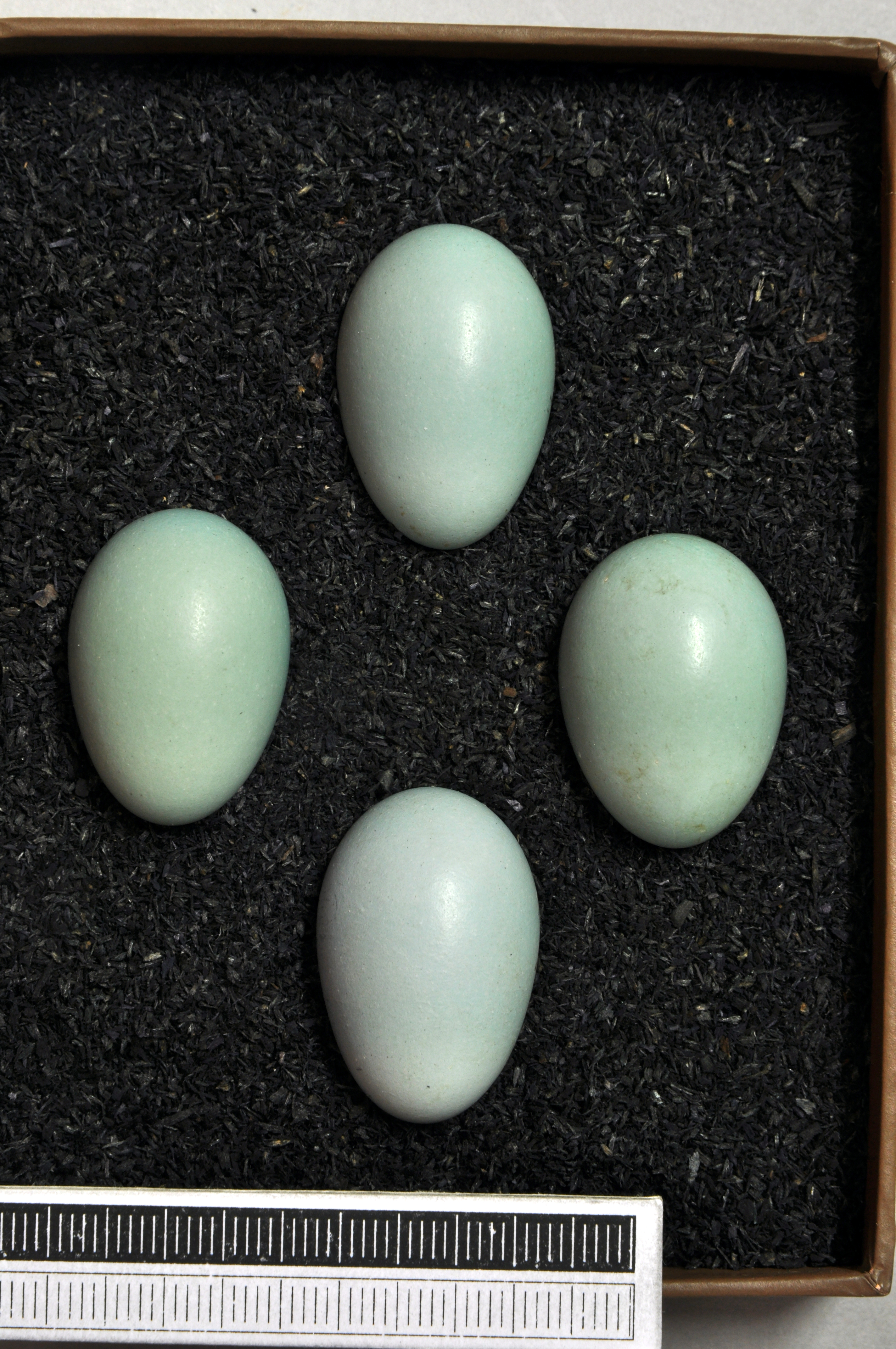
Gelege, Sammlung Museum Wiesbaden

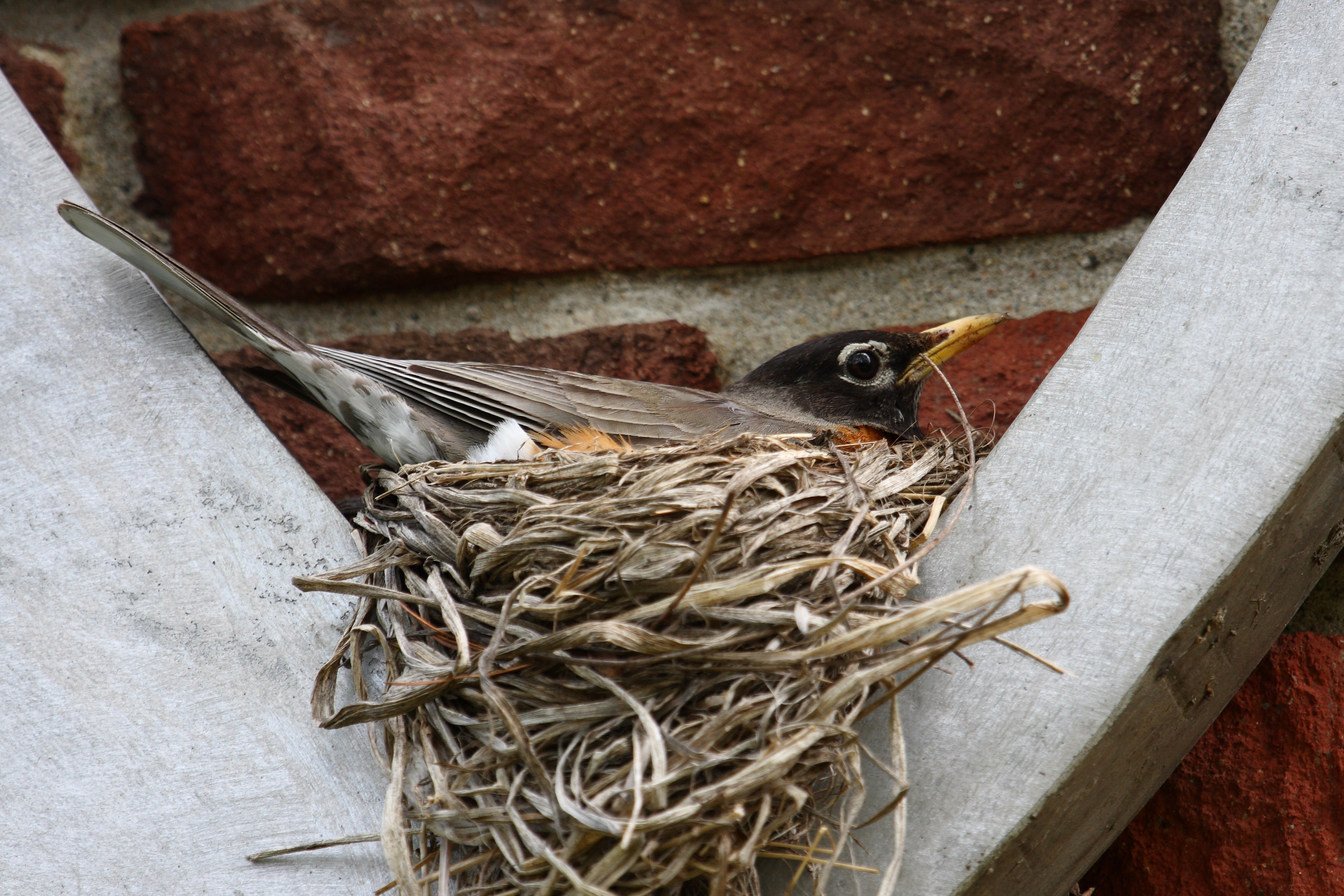
Brütende Wanderdrossel an einem Gebäude

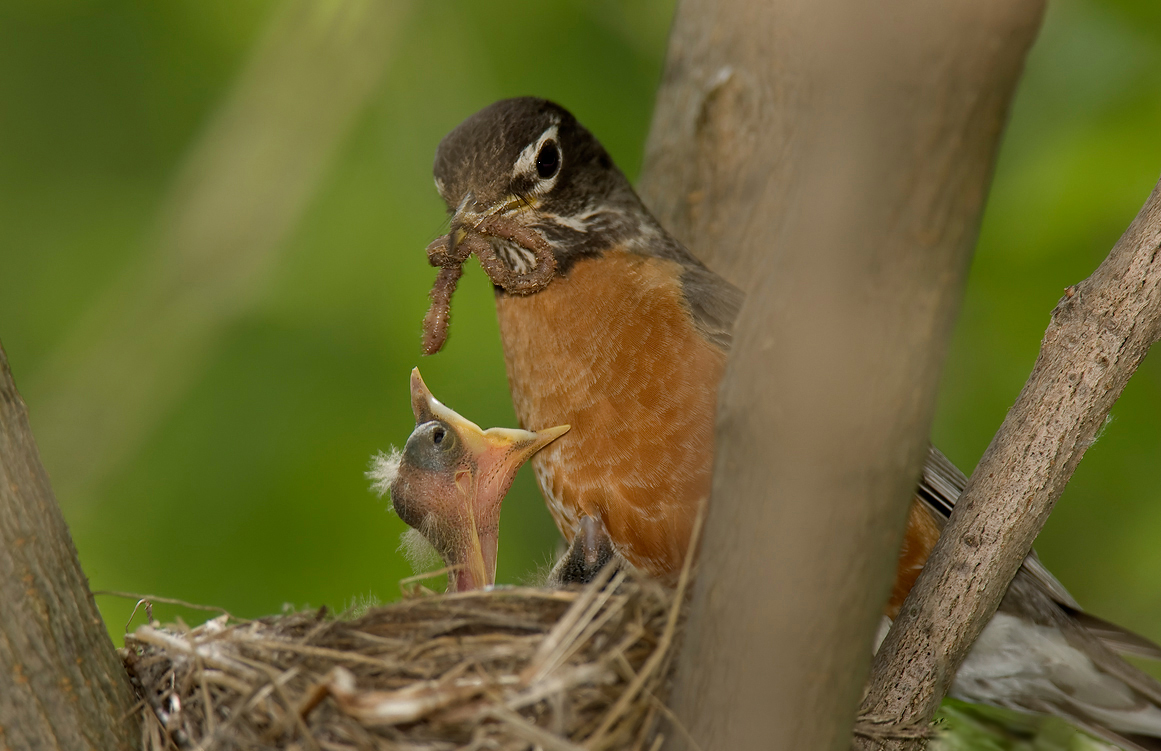
Fütternde Wanderdrossel am Nest

## Verbreitung
Das Brutgebiet der Wanderdrossel umfasst den größten Teil Nordamerikas. Im nördlichen Polargebiet fehlt die Art. Die Verbreitung reicht dort aber bis in den äußersten Norden Alaskas und Yukons, bis in die Mitte der Nordwest-Territorien und Nunavuts, den Norden Manitobas, Québecs und Neufundlands. Im Nordwesten Québecs fehlt die Art. Nachweise aus dem Sommerhalbjahr gibt es von Amchitka, den Pribilof Islands und von Herschel Island.
Entlang der Westküste brütet die Wanderdrossel auf der Kodiak-Insel, Haida Gwaii und Vancouver Island. Auf den Farallon-Inseln und den Kalifornischen Kanalinseln gibt es hingegen keine Vorkommen.
In Kalifornien reicht das Areal südwärts bis zu den White Mountains, der Panamint Range und den südwestlichen Küstenebenen um San Diego. Im Bereich der Mojave-Wüste brütet die Art nur zerstreut. Außerdem fehlt sie weitgehend im südlichen New Mexico, in der westlichen Mitte und dem Südosten Texas’ sowie entlang der Küste des Golfs von Mexiko. Im Florida Panhandle und dem Norden der Halbinsel Florida kommt sie ebenfalls nur sehr selten, gebietsweise aber auf der übrigen Halbinsel vor.
In Mexiko erstreckt sich die Verbreitung der Wanderdrossel entlang der Sierra Madre Occidental, der Sierra Madre del Sur und der Sierra Madre Oriental und ist dort auf Höhenlagen zwischen 1500 und 3500 m beschränkt. Zwei Enklaven gibt es in Baja California Norte und in der Sierra Victoria in Baja California Sur.

## Geografische Variation
Es werden zwischen drei und sieben Unterarten anerkannt. Neben der Nominatform, die den größten Teil der nordöstlichen Hälfte des Kontinents besiedelt, hat die südwestliche Unterart T. m propinquus das größte Verbreitungsgebiet. Sie ist größer und matter gefärbt als die Nominatform. Neben der Farb- und Größenvariation von kleineren Vögeln im Osten hin zu größeren im Westen liegt eine klinale (allmähliche) Variation bei der Ausdehnung der weißen Spitzen auf den äußeren Steuerfedern vor. Diese ist im Osten am größten und im Westen am kleinsten. Die übrigen Unterarten fallen aus diesem allgemeinen Schema heraus. T. m. nigrideus und caurinus, die in den kalten und feuchten Wäldern Neufundlands, bzw. in den gemäßigten Regenwäldern an der Westküste vorkommen, sind dunkler, kleiner und langbeiniger. Oberseits dunkler als T. m. propinquus ist die Unterart T. m. phillipsi im Süden Mexikos. Die südöstliche Unterart acrusterus hebt sich hingegen mit kleinerer Körpergröße und heller, matterer Färbung von der Nominatform ab. Die isolierte Population im Süden Baja Californias T. m. confinis unterscheidet sich durch eine größere Schnabellänge, eine beigegefärbte Brust und eine rauchgraue Oberseite.
- T. m. migratorius Linnaeus, 1766 – Alaska (mit Ausnahme des Südostens) und Kanada (mit Ausnahme des Südwestens und des Ostens) südwärts bis ins nördliche South Carolina, den Norden Georgias, das mittlere und westliche Arkansas und das östliche Texas sowie westwärts bis Oaxaca, Arizona und Südkalifornien
- T. m. achrusterus (Batchelder, 1900) – Südosten der USA, von West Virginia und Kentucky südwärts
- T. m. nigrideus Aldrich & Nutt, 1939 – östliches Kanada bis Neufundland
- T. m. propinquus Ridgway, 1877 – südwestliches Kanada (südöstliches British Columbia ostwärts bis ins südwestliche Saskatchewan) und westliche USA (Montana bis Kalifornien und ostwärts zu den Great Plains) sowie südwärts bis ins mittlere Mexico (südwärts bis Jalisco, Oaxaca und Veracruz)
- T. m. caurinus (Grinnell, 1909) – Population der gemäßigten Regenwälder der Westküste: südöstliches Alaska südwärts bis Washington (inklusive Olympic-Halbinsel und Vancouver Island)
- T. m. phillipsi Bangs, 1915 – Jalisco, Guanajuato, südliches Hidalgo und südwärts bis in den Süden von Oaxaca
- T. m. confinis Baird, 1864 – isolierte Population in den Bergen um Cabo San Lucas in Baja California

## Wanderungen
Die Wanderdrossel ist ein Teilzieher. Während die Art in Mexiko Stand- und Strichvogel ist, ziehen die meisten Populationen Kanadas und der nördlichen USA regelmäßig im Herbst in den südlichen Teil der USA und nach Mexiko. Manche Vögel überwintern noch weiter südlich auf verschiedenen Karibikinseln. In British Columbia, Kalifornien und Neufundland überwintert die Art jedoch teilweise in oder nahe bei den Brutgebieten und auch in anderen nördlichen Gebieten gibt es einzelne Überwinterer. Bei Kälteeinbrüchen und Schneestürmen in den Überwinterungsgebieten kann es zu massenhaften Ausweichbewegungen kommen.
Nach der Brutsaison sammeln sich diesjährige Vögel in größeren Trupps, vergesellschaften sich teilweise auch mit Altvögeln und bilden größere Schlafgemeinschaften. Teilweise sind ab Juli auch größere Dispersionsbewegungen von Jungvögeln spürbar. Der Herbstzug beginnt ab August, erfolgt aber nicht immer gleichmäßig und nach Süden gerichtet, sondern kann regional sehr unterschiedlich ausgeprägt sein. Er wird meist im September stetiger, erreicht in der östlichen Hälfte der USA seinen Höhepunkt im Oktober und läuft im November, manchmal erst im Dezember aus. Der Heimzug erstreckt sich mit regionalen Unterschieden über die Monate Februar bis April in den gemäßigten Breiten. In nördlicheren Regionen können die Erstankunftsdaten sehr viel später liegen, so etwa in Alaska um Ende April/Anfang Mai.

## Lebensraum
Die Wanderdrossel kommt ursprünglich als ökologisch relativ unspezialisierte Art in diversen offenen Waldformen von der Ebene bis an die Waldgrenze sowie in subarktischen Weidengebüschen nördlich der Waldgrenze vor. Im Nordwesten der USA und im Südwesten Kanadas findet man sie beispielsweise in Flussauen und frühen Sukzessionsstadien auf Waldbrandflächen oder Schlägen. Im südwestlichen Washington bevorzugt sie innerhalb von Wäldern aus Douglasie und Westamerikanischer Hemlocktanne ausgelichtete Bestände im Vergleich zu Altholz oder Kahlschlägen und in den Appalachen brütet sie in höheren Lagen, wo Bergwiesen an Fichten-Tannenwälder angrenzen.
Darüber hinaus ist sie heute überall in Sekundärwäldern, Kulturlandschaften mit Baum- und Heckenbestand, Gärten, Parks, Farmen, Siedlungen und Großstädten zu finden. Sie brütet hier bevorzugt an Orten, wo sich Rasen- oder andere kurzgrasige Flächen mit Bäumen und Sträuchern abwechseln und erreicht oftmals sehr viel höhere Bestandsdichten als in den Primärlebensräumen. Insbesondere in den südlich gelegenen Bundesstaaten der USA konnte die Art zwischen 1925 und 1940 durch die zunehmende Verstädterung, Gehölzpflanzungen und Bewässerungen Arealgewinne verzeichnen. So waren vor 1925 in South Carolina und Georgia die Vorkommen auf das Hügel- und Bergland im Norden, in Texas auf den bewaldeten Osten beschränkt. Heute kommt sie dort auch in den Ebenen, bzw. den übrigen Landesteilen und dort oft ausschließlich in anthropogenen Lebensräumen vor.

## Ernährung
Die Wanderdrossel ernährt sich von Wirbellosen und Früchten, wobei der Nahrungsschwerpunkt jahreszeitlich sehr unterschiedlich ausgeprägt ist. Untersuchungen von Mageninhalten ergaben, dass im Frühjahr und Sommer die Nahrung zu 90 % tierisch, von Spätsommer bis Winter aber zu über 90 % pflanzlich ist.
Die Nahrungssuche nach Wirbellosen erfolgt auf dem Boden oder im Gesträuch, wo die Beutetiere teils von den Blättern abgelesen werden. Wie die Amsel starrt die Wanderdrossel bei der Jagd auf Regenwürmer oder Insekten oft mit schief gelegtem Kopf auf eine Stelle, um dann aus einer Drehung heraus mit dem Schnabel zuzustoßen. Einer Untersuchung zufolge ist der Erfolg auf Rasenflächen, gemessen an Frequenz und Anzahl der Versuche, von der Graslänge abhängig – in höherem Gras dauert die Nahrungssuche länger. Größere Fluginsekten werden oft in Ansitzjagd erbeutet. Früchte werden vom Boden aufgelesen oder direkt vom Strauch gepflückt. Dazu sitzt der Vogel meist in den Zweigen und streckt den Kopf nach den erreichbaren Früchten, manchmal werden diese aber auch aus dem Rüttelflug heraus abgepflückt.

## Fortpflanzung
Wanderdrosseln sind ab dem ersten Jahr geschlechtsreif. Sie führen eine monogame Saisonehe; oft kommt jedoch aufgrund der hohen Brutortstreue eine jahrelange Dauerehe zustande. Es finden meist zwei, im Süden oft drei Jahresbruten statt. Die Brutzeit liegt zwischen April und Juni. Frühe Bruten wurden ab Ende März, späte Bruten bis in den August hinein festgestellt.
Paarbildung und Reviergründung erfolgen ein bis zwei Wochen nach Ankunft im Brutrevier, in den nördlichen Teilen des Verbreitungsgebiets aber teils auch zügiger. Möglicherweise finden bei diesen Populationen die Paare schon auf dem Zug zusammen.
Bei den ersten Bruten im Jahr wird das Nest oft in Koniferen oder anderen immergrünen Sträuchern errichtet, bei fortgeschrittener Jahreszeit auch häufiger in Laubgehölzen. Es steht meist zwischen 1,5 und 7 m hoch, selten auch höher, niedriger oder direkt am Boden. Es wird in einer Astgabel oder auf einer festen Unterlage wie starken Ästen oder entsprechenden Strukturen an menschlichen Bauten errichtet. In der Prärie oder der Tundra, wo Sträucher fehlen, sind Bodennester oder Nester auf oder an Felsen nicht selten. In den gemäßigten Regenwäldern an der Westküste wird oft eine Plattform aus Zweigen als Unterlage zusammengetragen. Gelegentlich werden fremde Nester genutzt, alte ausgebessert oder überbaut.
Das Nest wird ausschließlich vom Weibchen gebaut; das Männchen hilft allenfalls beim Antransport von Nistmaterial. Beim ersten Nest der Brutsaison dauert der Bau meist 5–6 Tage, spätere Nester werden innerhalb von 2–3 Tagen errichtet. Der Außenbau ist ein kompakter Napf aus Gräsern und Halmen, kleinen Zweigen, Wurzeln und Moos. Bisweilen werden auch Federn, Papier, Textilfasern oder -stücke verbaut. Ist der Außenbau fertiggestellt, wird er mit einer Lehmschicht ausgekleidet, die bis zu 25 mm stark sein kann. Der Lehm stammt oft aus den Auswürfen an Regenwurmlöchern. Er wird klumpenweise in das Nest geworfen und dann vom Weibchen mittels Bewegungen des gesamten Körpers und der Füße verstrichen. Ist, beispielsweise aufgrund von Trockenheit, kein Lehm vorhanden, kann dies die Nestbauaktivitäten für längere Zeit unterbrechen. Nach der Trocknung der Lehmschicht, die ein bis zwei Tage in Anspruch nehmen kann, wird das Nest mit einem Innenbau aus feinen Grasbestandteilen ausgekleidet. Der Außendurchmesser des Nestes beträgt durchschnittlich etwa 120 mm, die Höhe 65 mm. Die Mulde ist etwa 42 mm tief und misst 90 mm im Durchmesser.
1–5 Tage nach Vollendung des Nestes legt das Weibchen die Eier. Im Unterschied zu anderen Sperlingsvögeln findet die Eiablage im Laufe des Vormittags und nicht am frühen Morgen statt. Das Gelege besteht meist aus vier, seltener drei bis sechs Eiern. Diese sind etwa 28 × 20 mm groß und einfarbig dunkel grünlichblau. Selten zeigen sie auch vereinzelte Punkte, Flecke oder eine blassbraune Sprenkelung. Sie werden 12 bis 14 Tage vom Weibchen bebrütet.
Die Jungen schlüpfen, da die Bebrütung meist mit dem ersten oder zweiten Ei beginnt, über mehrere Tage verteilt. Sie werden von beiden Elternteilen gefüttert und fliegen nach 9–16 Tagen aus. Danach werden sie noch etwa 10 Tage weiter gefüttert, im Falle von Zweit- oder Drittbruten ist das Weibchen in dieser Zeit schon mit dem Bau eines neuen Nestes befasst.